# Abbenrode (Cremlingen)
Abbenrode ist eine Ortschaft in der Gemeinde Cremlingen am Elm im niedersächsischen Landkreis Wolfenbüttel.

## Geografie
Die Gemarkung liegt in einer Höhe von 92 bis 278 m ü. NHN am Nordwestfuß des Elm zwischen Braunschweig (14 km westlich von Abbenrode) und Königslutter (sechs Kilometer östlich). Die Ortslage liegt in einer Höhe von 136 bis 176 m ü. NHN an der Bundesstraße 1. Der Hauptort Cremlingen liegt etwa fünf Kilometer westlich und die Kreisstadt Wolfenbüttel 15 km südwestlich des Ortes.
Die Gesamtfläche von Abbenrode beträgt 7,52 km² von denen etwa 4 km² landwirtschaftliche Nutzflächen sind.

## Geschichte

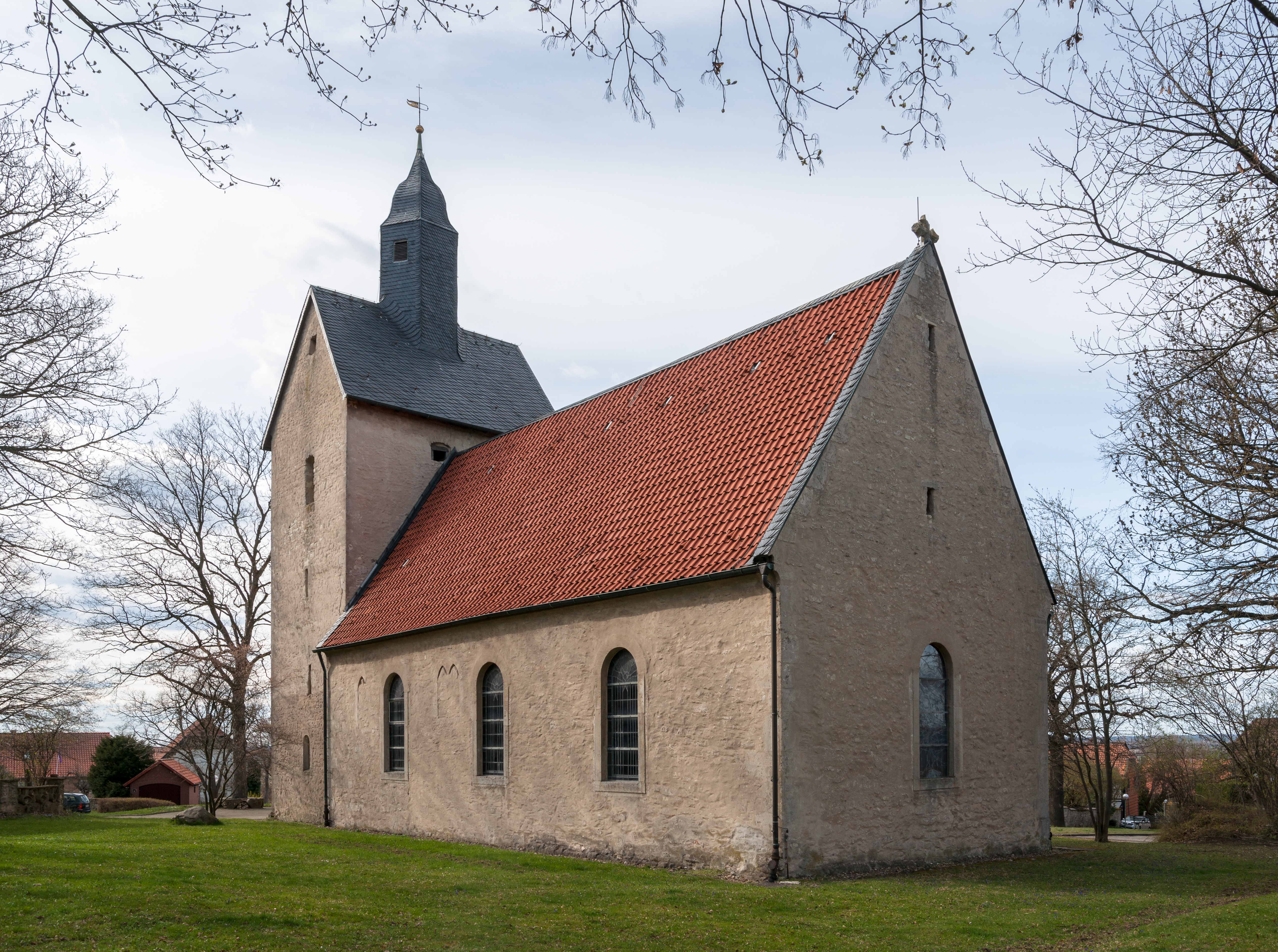
Pfarrkirche Peter und Paul

Abbenrode wurde urkundlich erstmals 1086 genannt. Der Ortsname als -rode-Ort (1086: Abbenrothe, 1436 Abbenrode bi Destidde) deutet darauf hin, dass es sich um eine planmäßige Rodung handelt. Es ist wahrscheinlich, dass es sich um eine kirchliche Gründung des seit 804 bestehende Bistums Halberstadt handelt. Namensgebend könnte die Beteiligung eines Abtes, möglicherweise des Klosters Ilsenburg gewesen sein. Die Pfarrkirche Peter und Paul wurde vermutlich im 15. Jahrhundert von denen von Veltheim erbaut.
Am 1. März 1974 wurde Abbenrode in die Gemeinde Cremlingen eingegliedert.

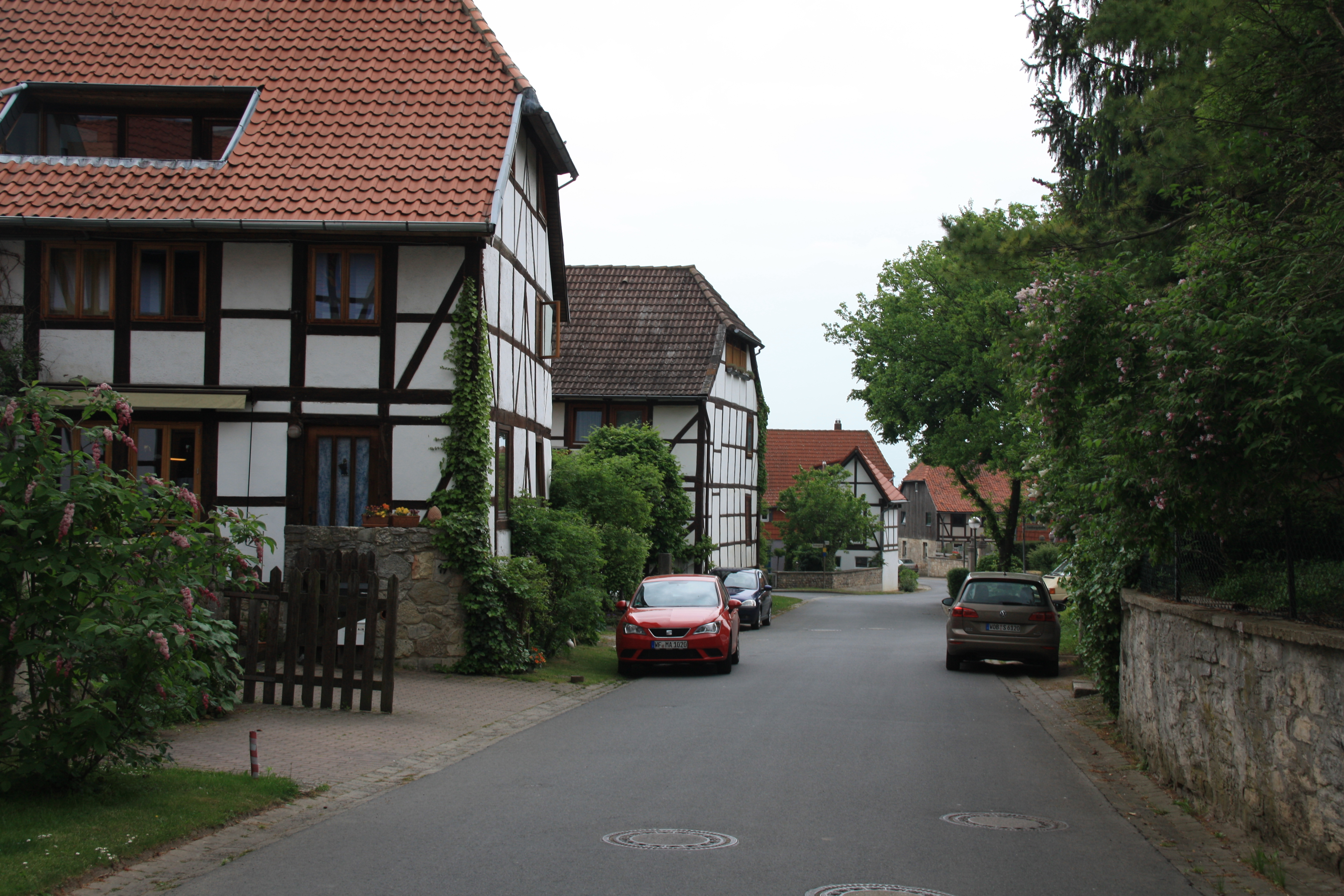
Rodeweg in Abbenrode

Im August 2002 wurde der Ort seit 1982 zum sechsten Male Sieger im Kreiswettbewerb des Bundeswettbewerbs Unser Dorf soll schöner werden. 1993 war das Dorf im Bundeswettbewerb platziert. Besonders beeindruckende Gebäude sind die Dreiseithöfe rechts und links des Rodeweges und das private Museum des Hans Becker mit landwirtschaftlichen Geräten aus alter Zeit.
Am 13. Dezember 2008 wurde im Dorfgemeinschaftshaus des Ortes vom Heimatpfleger eine 280-seitige Chronik des Dorfes offiziell vorgestellt.

## Politik

### Ortsrat
Der Ortsrat, der Abbenrode vertritt, setzt sich aus fünf Mitgliedern zusammen. Die Ratsmitglieder werden durch eine Kommunalwahl für jeweils fünf Jahre gewählt.

Bei der Kommunalwahl 2021 ergab sich folgende Sitzverteilung:
| Ortsrat Abbenrode 2021–2026Insgesamt 5 Sitze - SPD: 1 - Grüne: 1 - Piraten: 1 - CDU: 2 |

### Ortsbürgermeister
Ortsbürgermeister ist seit 2011 Bernhard Brockmann (Grüne).

### Wappen
| | Blasonierung: „Geteilt von Blau und Gold, oben ein wachsender rotbewehrter und -gezungter goldener Löwe, unten ein blaues Windmühlenflügelkreuz.“ |
| Wappenbegründung: Abbenrode, seit der Gebietsreform ein Ortsteil von Cremlingen, hält wie diese in der oberen Hälfte des Wappens mit dem wachsenden Löwen das Andenken an den ehemaligen Landkreis Braunschweig wach, dem Abbenrode als selbständige Gemeinde angehörte. Wahrzeichen des Ortes ist die Bockwindmühle, über die Heinz Eichhorn ein eigenes Buch verfasst hat und die im Wappen durch die Flügel vertreten wird. Das Wappen wurde von Wilhelm Krieg gestaltet und am 17. Dezember 1980 durch den Ortsrat angenommen. | |

## Kultur und Sehenswürdigkeiten

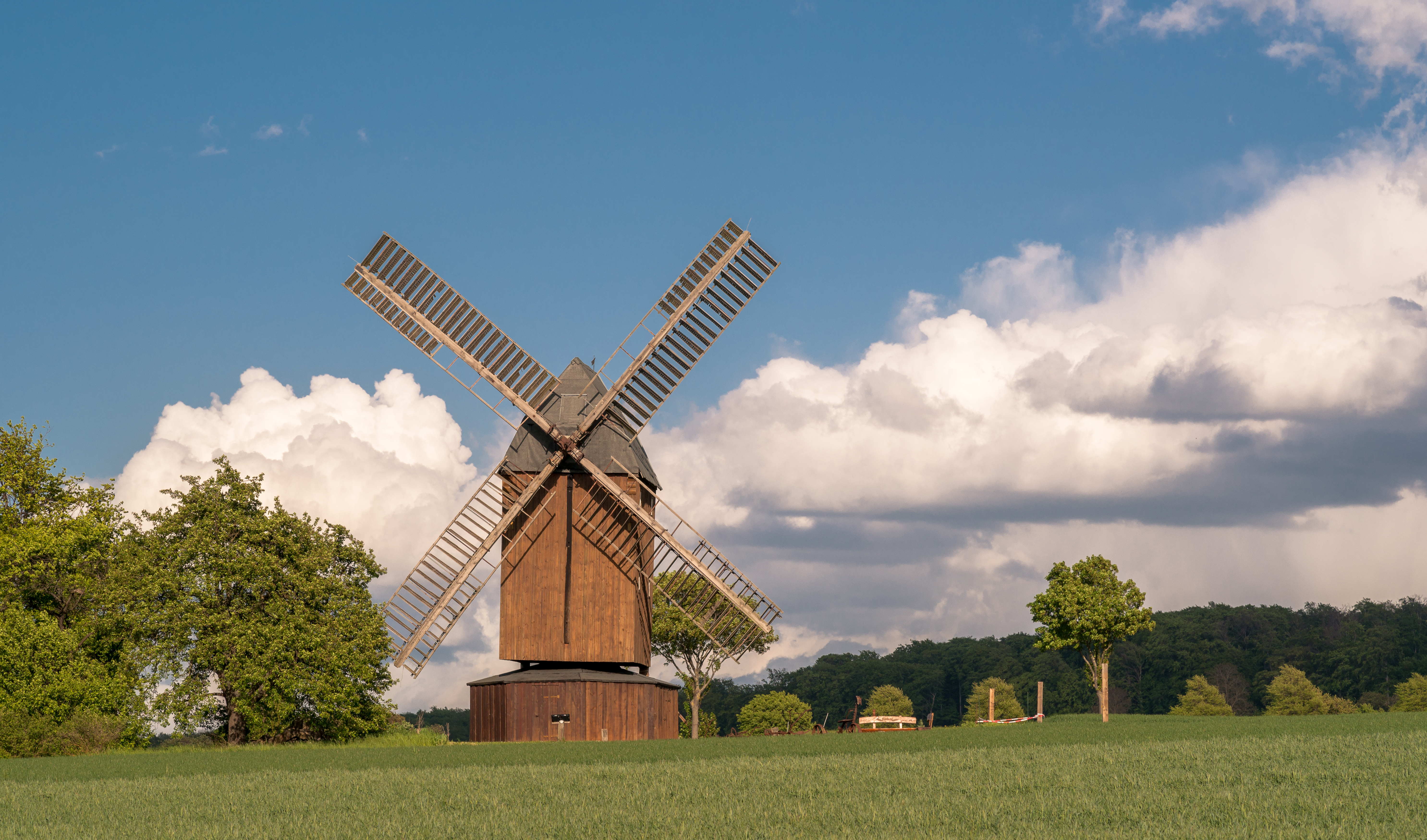
Bockwindmühle in Abbenrode

In Abbenrode gibt es eine 1775 erstmals erwähnte Windmühle, die nach dem Brand von 1779 erst im Jahre 1878 wieder aufgebaut wurde. Der letzte Müller war Erich Röhl († 1980), bei dem es sich vermutlich um den letzten Windmühlenmüller des Braunschweiger Landes handelte. Er hat bis ins hohe Alter Führungen für Windmühlenfreunde durchgeführt. Am 23. Mai 2011 wurde der  Abschnitt „Zwischen Harz und Heide“  der Niedersächsischen Mühlenstraße offiziell an der Abbenroder Windmühle eröffnet.

## Wirtschaft und Infrastruktur
In der Nähe von Abbenrode betrieb die Bundespost/Deutsche Telekom ab 1962 eine große Sendeanlage für Mittelwelle, mit drei gegen Erde isolierten selbststrahlenden Sendemasten, die 188 Meter, 137 Meter und 99 Meter hoch waren. 1962 ging zuerst ein 100-Kilowatt-Sender auf der Frequenz 756 kHz in Betrieb, der als Sendeantenne den 137 Meter hohen Sendemasten benutzte. 1963 wurde dessen Sendeleistung auf 200 Kilowatt erhöht.
1964/65 wurde eine zweite Antennenanlage, die aus zwei Sendemasten bestand errichtet. Einer dieser Sendemasten war ein 240 Meter hoher Stahlrohrmast, die zur Abstrahlung des Deutschlandfunk-Programms auf der Frequenz 548 kHz mit einer Leistung von 400 Kilowatt (ab 1. Oktober 1967 800 Kilowatt) diente.
Der zweite Mast war ein abgespannter Stahlfachwerkmast, der zusammen mit dem 240 Meter hohen Sendemast während der Nachtstunden eine Richtantenne mit einem Strahlungsminimum in südöstlicher Richtung bildete, um Störungen von anderen auf der gleichen Frequenz betriebenen Sendern zu vermeiden.
Durch die Auflagen des Genfer Wellenplans 1974/75 musste der Sendebetrieb auf der Frequenz 548 kHz eingestellt werden. Im Gegenzug hierzu konnte die Sendeleistung auf der anderen Frequenz, deren Wert durch das neue Kanalraster von 755 kHz auf 756 kHz abgeändert werden musste, tagsüber auf 800 Kilowatt erhöht werden. In den Nachtstunden allerdings musste die Leistung auf 200 Kilowatt gesenkt werden und eine Ausblendung in südöstlicher Richtung durchgeführt werden, um Gleichkanalstörungen mit einem rumänischen Sender zu vermeiden. Hierfür wurden 1978 die Höhen der 1964/65 errichteten Antennenträger reduziert, und zwar die des 240 Meter hohen Rohrmastes auf eine Höhe von 188 Metern und die des Reflektormastes auf 99 Metern. Der 1962 errichtete 137-Meter-Mast blieb unverändert und diente von nun an bis 2001 nur noch als Reserveantenne.
Bis Mitte der 1990er Jahre wurde tagsüber mit 800 Kilowatt und nachts mit 200 Kilowatt Leistung gesendet. Seit Mitte der 1990er Jahre wird rund um die Uhr mit einer Leistung von 200 Kilowatt gesendet, wobei nach wie vor in den Nachtstunden eine Ausblendung in südöstlicher Richtung erfolgen muss. Von 2001 bis 2003 wurde über den 137 Meter hohen Reservesendemast das Programm von Megaradio auf der Frequenz 630 kHz gesendet. Ab dem 4. April 2003 diente dieser Mast nur noch als Reserveantenne.
Die Sendeanlage wurde am 31. Dezember 2015 stillgelegt und am 29. Januar 2018 gesprengt.

## Persönlichkeiten
- Adolf Wirk (1814–1891), Jurist und Politiker